# 1700
1700 (MDCC) byl rok, který dle gregoriánského kalendáře započal pátkem. Byl to první rok dělitelný čtyřmi od zavedení tohoto kalendáře, který nebyl na rozdíl od juliánského kalendáře přestupný. Diference obou kalendářů se proto od 1. března zvýšila z 10 na 11 dní.

## Události
- 1. ledna – Car Petr I. v rámci reforem zavedl v Rusku juliánský kalendář.
- 26. leden – Zemětřesení v Kaskádské subdukční zóně, podle odhadů vědců o síle 8,7 - 9,2 stupně Richterovy škály. Následná vlna tsunami zpustošila pobřeží Severní Ameriky a o několik hodin později i pobřeží Japonska. Od původních obyvatel Ameriky nejsou žádné záznamy o počtu obětí.
- 12. února – Saská armáda bez vyhlášení války napadla švédské Livonsko.
- 27. února – Anglický mořeplavec William Dampier objevil v Tichomoří ostrov Nová Británie.
- 1. března – V protestantských zemích Svaté říše římské a v Dánsku byl zaveden gregoriánský kalendář. Švédsko zavedlo vlastní kalendář.
- 11. března – Dánsko vyhlásilo válku Švédsku a jeho armáda vpadla do Holštýnska.
- 11. června – V Berlíně byla založena Pruská akademie věd.
- 3. července – Rusko a Osmanská říše uzavřeli v Konstantinopoli mír a ukončili 4 roky trvající válku.
- 26. srpna – Na pobřeží Severní Ameriky proběhlo zemětřesení o síle kolem 9 stupňů a vlna tsunami zasáhla i Japonsko.
- 27. září – Zemřel papež Inocenc XII.
- 1. listopadu – Zemřel král Karel II., poslední Habsburk na španělském trůnu. Spor o následnictví vyvolal válku o španělské dědictví.
- 23. listopadu – Novým papežem byl zvolen Klement XI.
- 30. listopadu – Severní válka: bitva u Narvy, švédský král Karel XII. porazil ruská vojska.
- Proběhly poslední čarodějnické procesy na Šumpersku. [zdroj?]
- Úpadek království Joruba v západní Africe.
- Britská Východoindická společnost zřídila základnu na Borneu.
- Vzestup království Bantu v Bugandě.
- Omán kontroloval Zanzibar a rozšiřoval svůj vliv podél východoafrického pobřeží na úkor Portugalska.
- Papež blahořečil Augustina Gažotiče a Giacoma z Bitetta.

### Probíhající události
- 1700–1721 – Severní válka

## Narození

### Česko
- 1. května – Filip Josef Kinský, šlechtic, diplomat a politik († 12. ledna 1749)
- neznámé datum – Jan Jiří Schauberger, moravský sochař, štukatér a malíř († 14. prosince 1744)

### Svět

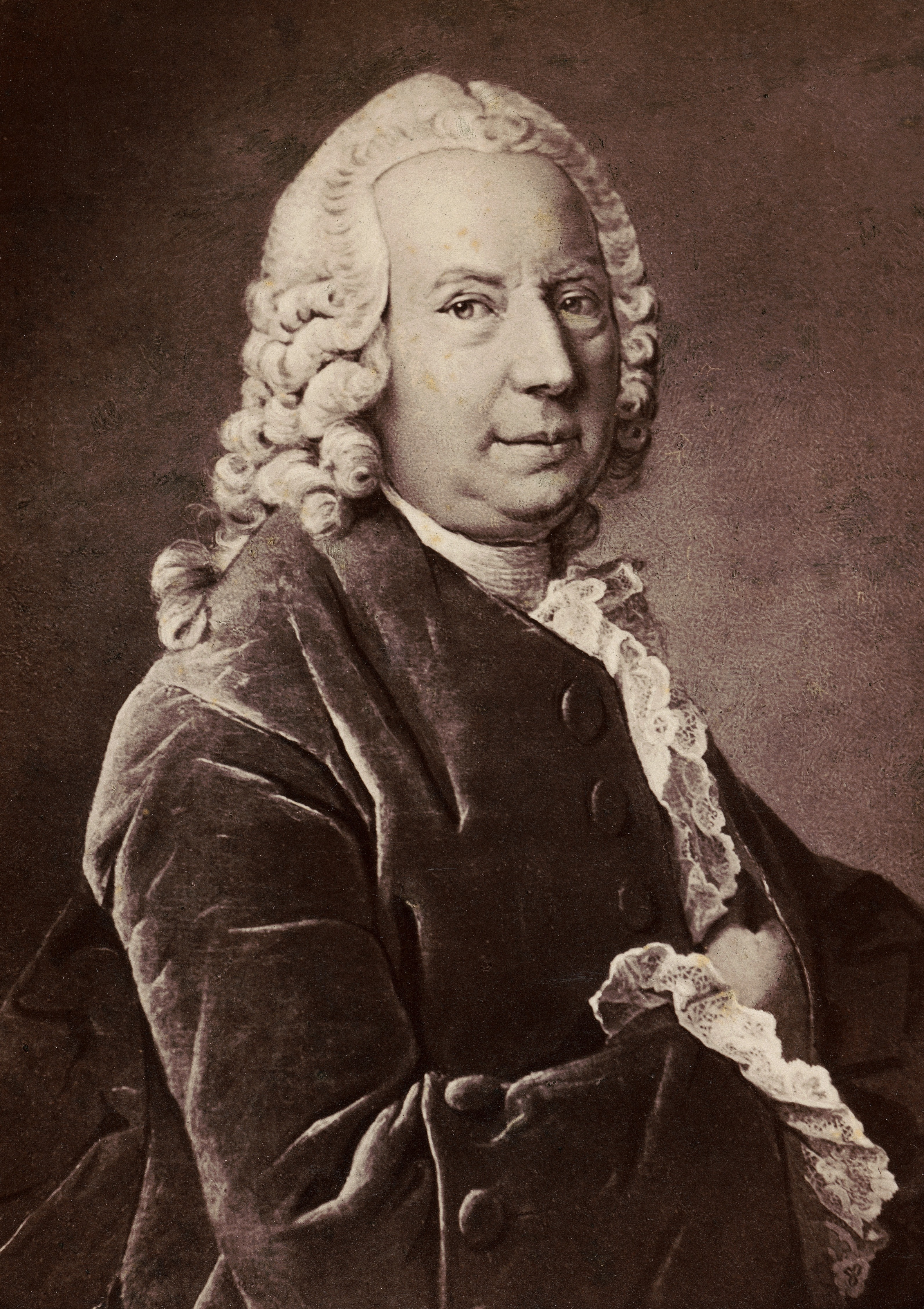
Daniel Bernoulli (* 8. února)

- 20. ledna – Pavel Doležal, slovenský kněz a jazykovědec († 29. listopadu 1778)
- 2. února – Johann Christoph Gottsched, německý dramatik, divadelní teoretik († 12. prosince 1766)
- 8. února – Daniel Bernoulli, švýcarský fyzik a matematik († 17. března 1782)
- 3. března – Charles-Joseph Natoire, francouzský malíř († 23. srpna 1777)
- 4. března – Salomon Kleiner, německý kreslíř a rytec († 25. března 1761)
- 13. března – Michel Blavet, francouzský flétnista a skladatel († 28. října 1768)
- 22. března – Giuseppe Sellitto, italský hudební skladatel a varhaník († 23. srpna 1777)
- 6. dubna – Christophe Moyreau, francouzský hudební skladatel († 11. května 1774)
- 23. dubna – Francesco Maria Accinelli, italský kněz, historik a kartograf († 7. října 1777)
- 29. dubna – Karel Fridrich Holštýnsko-Gottorpský, německo-švédský šlechtic († 18. července 1739)
- 2. května – Šarlota z Hanau-Lichtenbergu, německá šlechtična († 1. července 1726)
- 7. května – Gerard van Swieten, nizozemský lékař a osvícenský reformátor († 18. června 1772)
- 12. května – Luigi Vanvitelli, italský barokní architekt († 1. března 1773)
- 26. května – Mikuláš Ludvík Zinzendorf, německý náboženský a sociální reformátor († 9. května 1760)
- 1. července – František Perger, slovenský jezuita († 26. dubna 1772)
- 11. září – James Thomson, skotský básník a dramatik († 27. srpna 1748)
- 30. září – Stanisław Konarski, polský pedagog, spisovatel a školský reformátor († 3. srpna 1773)
- 10. října – Lambert Sigisbert Adam, francouzský sochař († 12. května 1759)
- 28. listopadu – Žofie Magdalena Braniborská, dánská a norská královna († 27. května 1770)
- 28. listopadu – Nathaniel Bliss, anglický astronom († 2. září 1764)
- 25. prosince – Leopold II. Maxmilián Anhaltsko-Desavský, německý askánský princ a vládce knížectví Anhalt-Dessau († 16. prosince 1751)
- ? – Bartolomeo Rastrelli, italský architekt v Rusku († 29. dubna 1771)
- ? – Giovanni Battista Sammartini, italský skladatel († 15. ledna 1775)
- ? – Ivan Fjodorovič Mičurin, ruský barokní architekt († 1763)

## Úmrtí

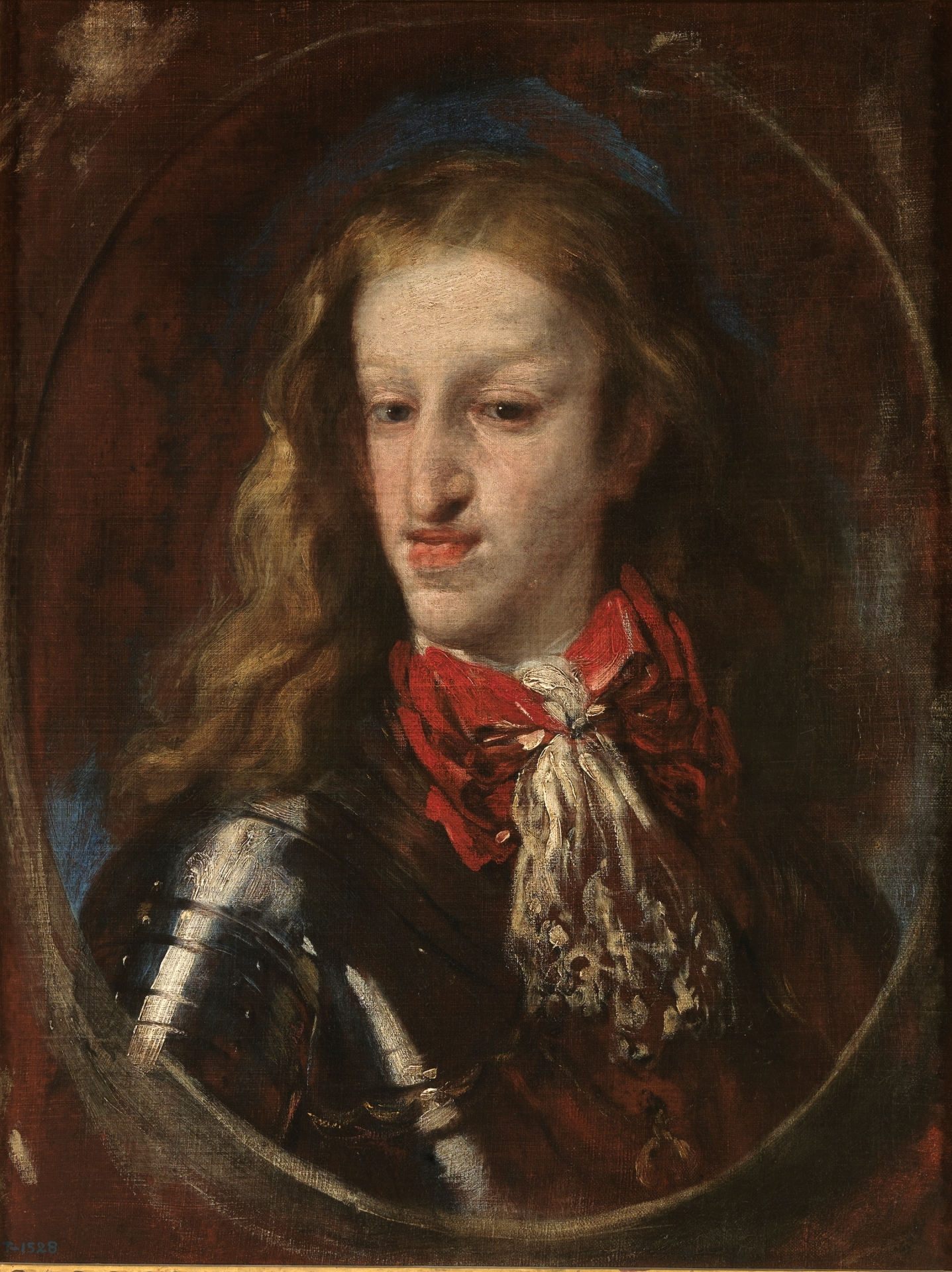
Karel II. Španělský († 1. listopadu)

- 16. ledna – Antonio Draghi, italský skladatel a libretista (* 1634)
- 8. února – Filippo Acciaiuoli, italský libretista a skladatel (* 1637)
- 4. března – Lorenzo Pasinelli, italský malíř (* 13. září 1629)
- 26. března – Heinrich Meibom, německý lékař (* 29. června 1638)
- 29. března – Giovanni Lorenzo Lulier, italský houslista a hudební skladatel (* asi 1662)
- 26. dubna – Johann Wolfgang Frölicher, švýcarský architekt a sochař (* 1652)
- 27. dubna – Johann Andreas Stisser, německý botanik a lékař (* 19. ledna 1657)
- 5. května – Christian Eltester, německý architekt (* 23. října 1671)
- 12. května – John Dryden, anglický básník (* 19. srpna 1631)
- 17. května – Adam Adamandy Kochański, polský matematik (* 5. srpna 1631)
- 31. května – Agostino Scilla, italský malíř a vědec (* 10. srpna 1629)
- 24. června – Anton Günther Heshusius, německý filozof (* 6. února 1638)
- 2. července – Lambert Doomer, nizozemský malíř (* 11. února 1624)
- 7. července – Silvestro Valier, benátský dóže (* 28. března 1630)
- 19. července – Hieronymus Gradenthaler, německý skladatel a varhaník (* 27. září 1637)
- 6. srpna – Johann Beer, rakouský hudební skladatel (* 28. února 1655)
- 14. srpna – Martin Friedrich Friese, německý lékař (* 20. září 1632)
- 15. září – André Le Nôtre, francouzský zahradní architekt (* 12. března 1613)
- 23. září – Nicolaus Adam Strungk, německý hudební skladatel (* 1640)
- 27. září – Inocenc XII., papež (* 13. června 1615)
- 27. října – Armand Jean Le Bouthillier de Rancé, zakladatel trapistického řádu (* 9. ledna 1626)
- 29. října – Gian Giacomo Bornini, italský malíř (* 1636)
- 1. listopadu – Karel II. Španělský, španělský panovník (* 6. listopadu 1661)
- 7. listopadu – Pietro Santi Bartoli, italský rytec a malíř (* 1635)
- ? – Monsieur de Sainte-Colombe, francouzský hudební skladatel (* 1640)

## Hlavy států

### Evropa
- Anglie – Vilém III. Oranžský
- Habsburská monarchie – Leopold I.
- Francie – Ludvík XIV.
- Dánsko-Norsko – Frederik IV.
- Polské království – August II.
- Ruské carství – Petr I. Veliký
- Španělsko – Karel II. do listopadu, poté Filip V.
- Švédsko – Karel XII.
- Vatikán – papež Inocenc XII., po jeho smrti Klement XI.

#### Německo
- Pruské království – Fridrich I. Pruský
- Bavorské kurfiřtství – Maxmilián II. Emanuel
- Svatá říše římská – Leopold I.
- Německé království – Leopold I.

#### Itálie
- Sardinské království – Leopold I.
- Sicilské království – Karel II., po jeho smrti Filip IV.
- Savojské vévodství – Viktor Amadeus II.
- Toskánské velkovévodství – Cosimo III. Medicejský
- Parmské vévodství – Francesco Farnese

### Blízký východ a Severní Afrika
- Osmanská říše – Mustafa II.
- Safíovská říše – Husajn Šáh

### Dálný východ a Asie
- Mughalská říše – Aurangzéb
- Japonské císařství – Hagašijama
- Čínské císařství – Kchang-si